# Beierotettix
Beierotettix är ett släkte av insekter. Beierotettix ingår i familjen vårtbitare.
Kladogram enligt Catalogue of Life:
| Beierotettix | \| \| Beierotettix marginatus \| \| \| \| \| \| Beierotettix viridis \| \| \| \| |
|              | \| \| Beierotettix marginatus \| \| \| \| \| \| Beierotettix viridis \| \| \| \| |
|              | Beierotettix marginatus                                                          |
|              |                                                                                  |
|              | Beierotettix viridis                                                             |
|              |                                                                                  |